# フィリピン聖公会

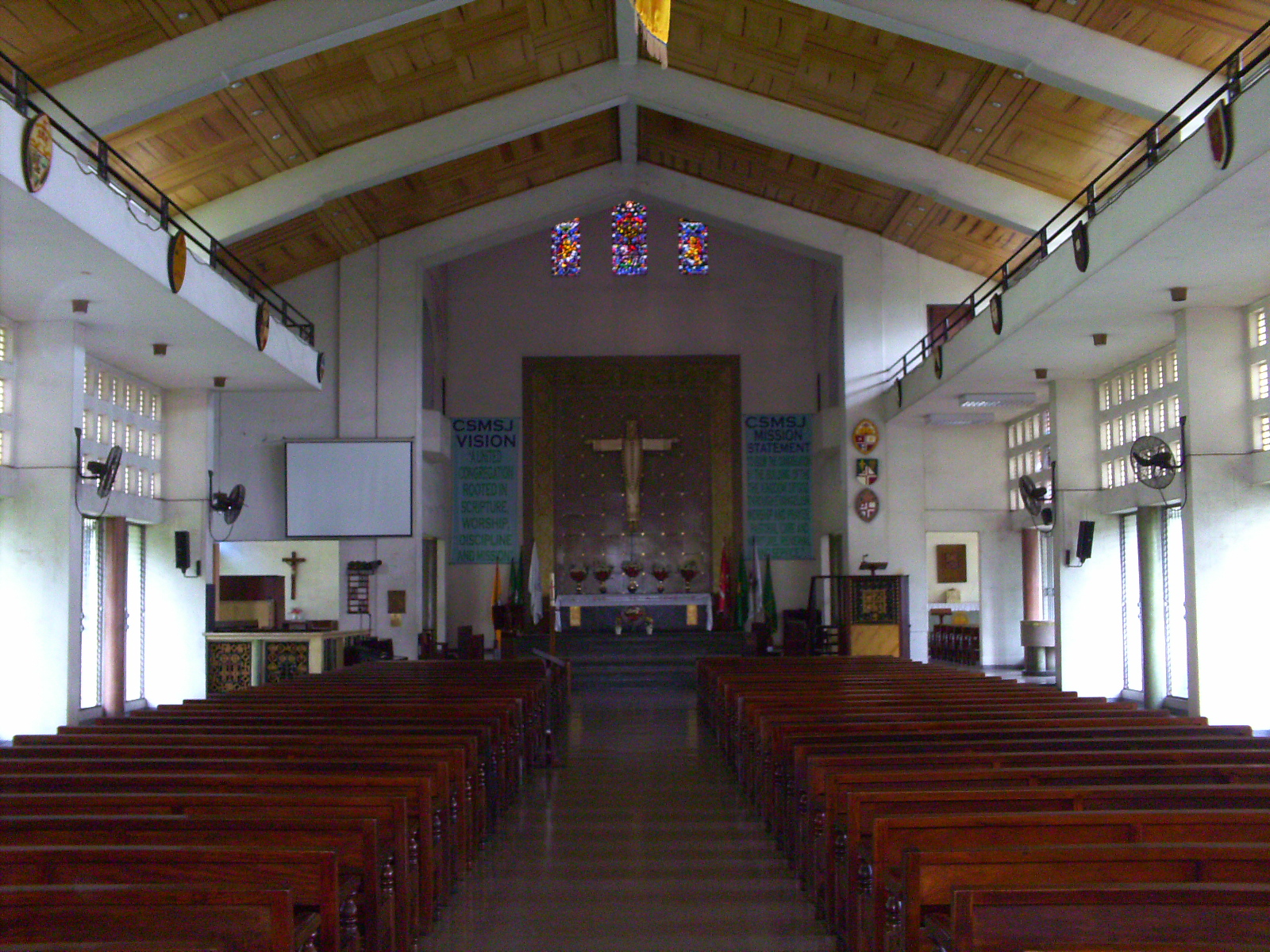
聖マリア・聖ヨハネ主教座聖堂（Cathedral of St. Mary and St. John、ケソン市）内部

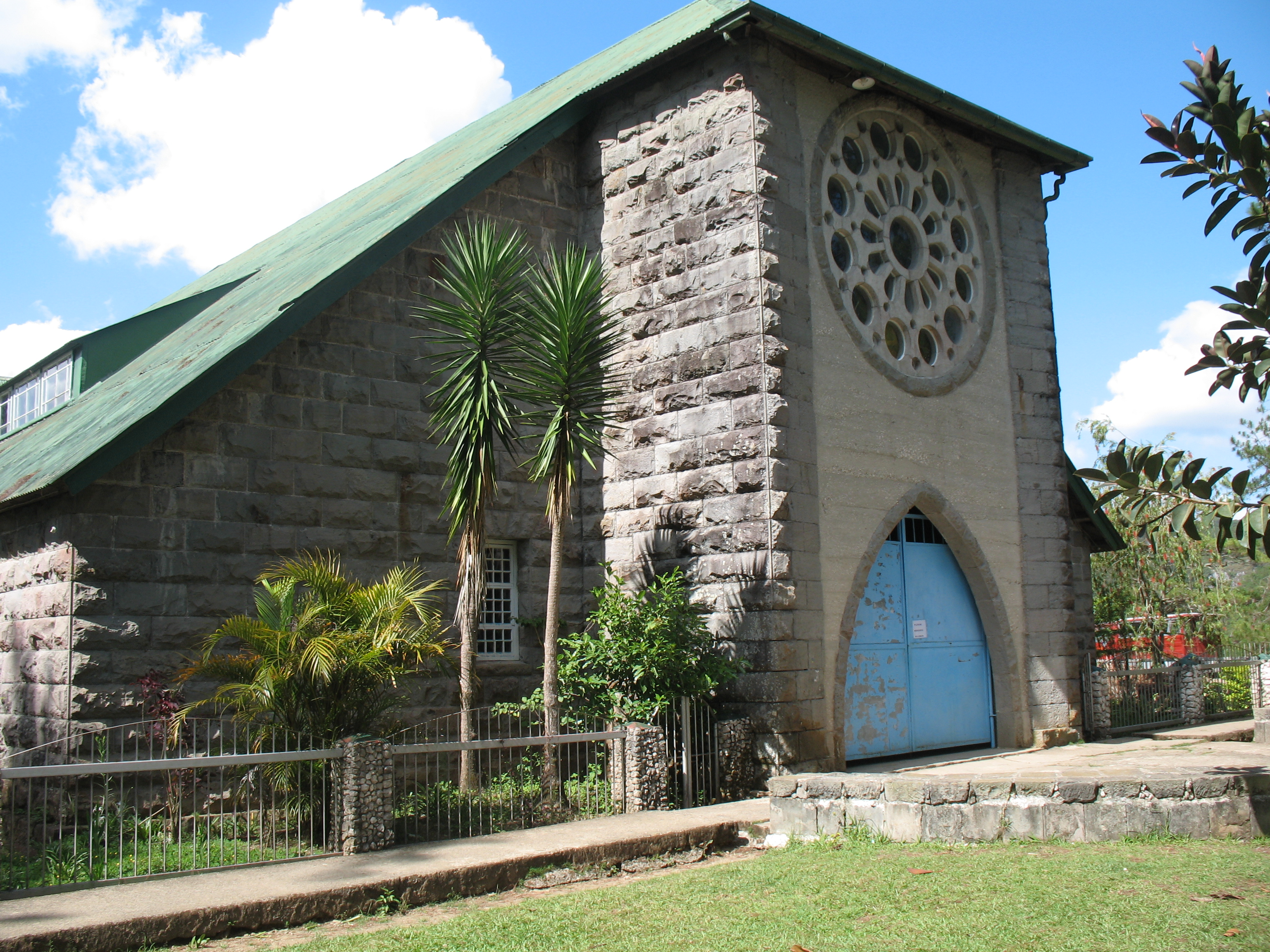
処女聖マリア教会 Church of St. Mary the Virgin（ルソン島マウンテン州サガダSagada）

フィリピン聖公会またはフィリピン監督教会（英語: Episcopal Church in the Philippines）はフィリピン共和国にある聖公会で、アングリカン・コミュニオンに属する独立した管区である。ルソン島とミンダナオ島に7つの教区があり、本部はケソン市にある。信徒数は推定12万5千人。

## 歴史
フィリピンで初めての聖公会礼拝は1898年に、スペイン軍を駆逐してフィリピンをアメリカ合衆国の植民地化する過程で、アメリカ軍付属チャプレンであるチャールズ・ピアス（Charles Pierce）司祭により執り行われた。最初の洗礼は翌々年に、中国系フィリピン人へ行われている。
1901年、フィリピン諸島宣教地区（Missionary District of the Philippine Islands）がサンフランシスコで行われた米国聖公会総会により決議されて、翌年チャールズ・ブレント（Charles Brent）が主教に聖別されて着任している。彼の後任はフランク・モシャ―（Frank Mosher）主教（1920～40年）であった。
最初のフィリピン人聖職者としては、エドゥアルド・ロンギッド（Eduardo Longid）、アルベルト・マスフェッレ（Albert Masferre）マーク・スルエン（Mark Suluen）が1937年に執事に、翌年ロンギッドとマスフェッレが司祭に按手を受ける。1937年、シンシナチで行われた米国聖公会総会では、フィリピン諸島宣教地区は米国聖公会の下でのフィリピン聖公会（Philippine Episcopal Church）への昇格が決議された。
1942年、日本聖公会東北地区のノーマン・ヴィンステッド（Norman S. Vinstead）初代主教がフィリピン聖公会の第3代主教として着任し、同年末には日本軍のフィリピン侵攻が始まり、すべての米国人宣教師は収容所送りとなった。しかし、日本語ができる主教がいたことはこれら宣教師たちへ深淵の配慮であった。フィリピン聖公会は2人のフィリピン人、ロンギッド司祭とマスフェッレ司祭にまかされることになった。
日本軍からの解放後には、フィリピン聖公会は大部分の建物を失っていて、ヴィンステッド主教はマニラの主教座聖堂の土地を売り、マニラ郊外のケソン市に18ヘクタールの土地（北緯14度37分19秒 東経121度1分21秒 / 北緯14.62194度 東経121.02250度）を買い、そこに主教座聖堂、聖ルカ医療センターセンター（St. Luke's Medical Center）、その他の教会関係の施設を移転させた。ボントック近くのサガダ（Sagada）にあった聖アンデレ神学校（St. Andrew's Theological Seminary）を1947年にここへ移転して、1953年には校舎が完成、1960年にはチャペル、図書館、寮も完成した。
ライマン・オジルビー（Lyman C. Ogilvy）第4代主教により、「フィリピン化」は着々と進められた。1959年には、戦後の神学校一期生のベニート・カバンバン（Benito Cabanban）が補佐主教に按手されている。1964年、神学校の第1期生であったロンギッド司祭も補佐主教に按手された。1967年には、カバンバン補佐主教が第5代フィリピン主教に着座し、最初のフィリピン人の主教となった。1971年に一つだった教区を三つの教区に分けるのが承認され、各教区はフィリピン人の主教、すなわちカバンバン主教、ロンギッド主教、コンスタンシオ・マングラマス（Constancio Manguramas）主教であった。
1991年5月1日、フィリピン聖公会は米国聖公会から分離されて、アングリカン・コミュニオン下の独立した管区となった。本部は第二次世界大戦後にマニラからケソン市へ移った土地の聖マリア・聖ヨハネ大聖堂（Cathedral of St. Mary and St. John）である。信徒数は推定12万5千人。

## 宣教の特徴
フィリピンは長く続いたスペイン植民地でカトリック大国であるが、フィリピン聖公会宣教の中心は、他のプロテスタント宗派の教会と違い、フィリピンのカトリック信者を聖公会教会員として転向させるのではなく、未信者を信者へ、特にルソン島の山岳部族であるイゴロット族の人たち、またマニラの中国系ファイリピン人たち、ミンダナオ島のイスラム教徒たちへ向けているのが、昔宣教地区になった当時からの特徴である。

## 教区
教区は七つあり、ルソン島に5つ、ミンダナオ島に2つである。
ルソン島
- 中央フィリピン教区（主教座：マニラ・ケソン市）
- 北フィリピン教区（ボントック）
- 北ルソン教区（タブック Tabuk）
- 北中央フィリピン教区（バギオ）
- サンチアゴ教区（サンチアゴ Santiago）

ミンダナオ島
- 南フィリピン教区（コタバト）
- ダバオ教区（ダバオ）

ビサヤ諸島には、セブに8番目の教区を設立計画中である。

## 諸施設
フィリピン聖公会は聖アンデレ神学校、ブレント・インターナショナル・スクール（Brent International School）4校、聖ルカ医療センター（St. Luke's Medical Center）と付属の看護師養成所も経営している。

## 所属協議会など
フィリピン聖公会はアングリカン・コミュニオンにも属し、フィリピン・キリスト教協議会（National Council of Churches in the Philippines）のメンバーで、世界教会協議会（WCC）の一員でもある。

## 参照項目
- 米国聖公会
- アングリカン・コミュニオン